# Brandon Vázquez
Brandon Vázquez Toledo (San Diego, 14 ottobre 1998) è un calciatore statunitense, attaccante dell'Austin FC e della nazionale statunitense.

## Caratteristiche tecniche
È un centravanti.

## Carriera
Cresciuto nel settore giovanile del Club Tijuana, ha esordito in prima squadra il 18 agosto 2016 disputando l'incontro di Copa México pareggiato 1-1 contro il Lobos BUAP.
Nel gennaio 2017 è stato acquistato dall'Atlanta United.

### Nazionale
Ha giocato nella nazionale statunitense Under-17.
Fa il suo esordio in nazionale maggiore nell'amichevole del 26 gennaio 2023 persa per 1-2 contro la Serbia, siglando nell'occasione anche il suo primo gol.

## Statistiche

### Presenze e reti nei club
Statistiche aggiornate al 9 marzo 2025.
| Stagione                | Squadra                 | Campionato              | Campionato | Campionato | Coppe nazionali | Coppe nazionali | Coppe nazionali | Coppe continentali | Coppe continentali | Coppe continentali | Altre coppe | Altre coppe | Altre coppe | Totale | Totale |
| Stagione                | Squadra                 | Comp                    | Pres       | Reti       | Comp            | Pres            | Reti            | Comp               | Pres               | Reti               | Comp        | Pres        | Reti        | Pres   | Reti   |
| ----------------------- | ----------------------- | ----------------------- | ---------- | ---------- | --------------- | --------------- | --------------- | ------------------ | ------------------ | ------------------ | ----------- | ----------- | ----------- | ------ | ------ |
| 2016-gen. 2017          | Club Tijuana            | LMX                     | 0          | 0          | CMX             | 1               | 0               | -                  | -                  | -                  | -           | -           | -           | 1      | 0      |
| 2018                    | Atlanta United 2        | USL                     | 5          | 2          | -               | -               | -               | -                  | -                  | -                  | -           | -           | -           | 5      | 2      |
| 2019                    | Atlanta United 2        | USL                     | 6          | 3          | -               | -               | -               | -                  | -                  | -                  | -           | -           | -           | 6      | 3      |
| Totale Atlanta United 2 | Totale Atlanta United 2 | Totale Atlanta United 2 | 11         | 5          |                 | -               | -               |                    | -                  | -                  |             | -           | -           | 11     | 5      |
| 2017                    | Atlanta United          | MLS                     | 13         | 1          | USOC            | 2               | 2               | -                  | -                  | -                  | -           | -           | -           | 15     | 3      |
| 2018                    | Atlanta United          | MLS                     | 8          | 0          | USOC            | 2               | 0               | -                  | -                  | -                  | -           | -           | -           | 10     | 0      |
| 2019                    | Atlanta United          | MLS                     | 11         | 2          | USOC            | 3               | 4               | CCL                | 0                  | 0                  | -           | -           | -           | 14     | 6      |
| Totale Atlanta United   | Totale Atlanta United   | Totale Atlanta United   | 32         | 3          |                 | 7               | 6               |                    | 0                  | 0                  |             | -           | -           | 39     | 9      |
| 2020                    | FC Cincinnati           | MLS                     | 16         | 2          | -               | -               | -               | -                  | -                  | -                  | MiB         | 3           | 0           | 19     | 2      |
| 2021                    | FC Cincinnati           | MLS                     | 31         | 4          | -               | -               | -               | -                  | -                  | -                  | -           | -           | -           | 31     | 4      |
| 2022                    | FC Cincinnati           | MLS                     | 33+2       | 18+1       | USOC            | 1               | 0               | -                  | -                  | -                  | LC          | 1           | 1           | 37     | 20     |
| 2023                    | FC Cincinnati           | MLS                     | 29+4       | 8+1        | USOC            | 4               | 3               | -                  | -                  | -                  | LC          | 3           | 5           | 40     | 17     |
| Totale FC Cincinnati    | Totale FC Cincinnati    | Totale FC Cincinnati    | 109+6      | 32+2       |                 | 5               | 3               |                    | -                  | -                  |             | 4           | 6           | 124    | 43     |
| 2023-2024               | Monterrey               | PD                      | 15+4       | 6          | -               | -               | -               | CCC                | 8                  | 4                  | -           | -           | -           | 27     | 10     |
| 2024-2025               | Monterrey               | PD                      | 16+4       | 3+1        | -               | -               | -               |                    | -                  | -                  | LC          | 2           | 0           | 22     | 4      |
| Totale Monterrey        | Totale Monterrey        | Totale Monterrey        | 31+8       | 9+1        |                 | -               | -               |                    | 8                  | 4                  |             | 2           | 0           | 49     | 14     |
| 2025                    | Austin FC               | MLS                     | 3          | 0          | USOC            | -               | -               | -                  | -                  | -                  | LC          | -           | -           | 3      | 0      |
| Totale carriera         | Totale carriera         | Totale carriera         | 200        | 52         |                 | 13              | 9               |                    | 8                  | 4                  |             | 6           | 6           | 227    | 71     |

### Cronologia presenze e reti in nazionale
| Cronologia completa delle presenze e delle reti in nazionale ― Stati Uniti | Cronologia completa delle presenze e delle reti in nazionale ― Stati Uniti | Cronologia completa delle presenze e delle reti in nazionale ― Stati Uniti | Cronologia completa delle presenze e delle reti in nazionale ― Stati Uniti | Cronologia completa delle presenze e delle reti in nazionale ― Stati Uniti | Cronologia completa delle presenze e delle reti in nazionale ― Stati Uniti | Cronologia completa delle presenze e delle reti in nazionale ― Stati Uniti | Cronologia completa delle presenze e delle reti in nazionale ― Stati Uniti |
| Data                                                                       | Città                                                                      | In casa                                                                    | Risultato                                                                  | Ospiti                                                                     | Competizione                                                               | Reti                                                                       | Note                                                                       |
| -------------------------------------------------------------------------- | -------------------------------------------------------------------------- | -------------------------------------------------------------------------- | -------------------------------------------------------------------------- | -------------------------------------------------------------------------- | -------------------------------------------------------------------------- | -------------------------------------------------------------------------- | -------------------------------------------------------------------------- |
| 26-1-2023                                                                  | Los Angeles                                                                | Stati Uniti                                                                | 1 – 2                                                                      | Serbia                                                                     | Amichevole                                                                 | 1                                                                          | 63’                                                                        |
| 29-1-2023                                                                  | Carson                                                                     | Stati Uniti                                                                | 0 – 0                                                                      | Colombia                                                                   | Amichevole                                                                 | -                                                                          | 63’                                                                        |
| 19-4-2023                                                                  | Glendale                                                                   | Stati Uniti                                                                | 1 – 1                                                                      | Messico                                                                    | Amichevole                                                                 | -                                                                          | 64’                                                                        |
| 24-6-2023                                                                  | Chicago                                                                    | Stati Uniti                                                                | 1 – 1                                                                      | Giamaica                                                                   | Gold Cup 2023 - 1º turno                                                   | 1                                                                          | 82’                                                                        |
| 28-6-2023                                                                  | Saint Louis                                                                | Saint Kitts e Nevis                                                        | 0 – 6                                                                      | Stati Uniti                                                                | Gold Cup 2023 - 1º turno                                                   | -                                                                          | 56’                                                                        |
| 2-7-2023                                                                   | Charlotte                                                                  | Stati Uniti                                                                | 6 – 0                                                                      | Trinidad e Tobago                                                          | Gold Cup 2023 - 1º turno                                                   | -                                                                          | 70’                                                                        |
| 9-7-2023                                                                   | Cincinnati                                                                 | Stati Uniti                                                                | 2 – 2 dts (3 – 2 dtr)                                                      | Canada                                                                     | Gold Cup 2023 - Quarti di finale                                           | 1                                                                          | 73’                                                                        |
| 12-7-2023                                                                  | San Diego                                                                  | Stati Uniti                                                                | 1 – 1 dts (4 – 5 dtr)                                                      | Panama                                                                     | Gold Cup 2023 - Semifinale                                                 | -                                                                          | 74’                                                                        |
| 15-10-2024                                                                 | Guadalajara                                                                | Messico                                                                    | 2 – 0                                                                      | Stati Uniti                                                                | Amichevole                                                                 | -                                                                          | 63’                                                                        |
| 14-11-2024                                                                 | Kingston                                                                   | Giamaica                                                                   | 0 – 1                                                                      | Stati Uniti                                                                | CONCACAF Nations League 2024-2025 - Quarti di finale                       | -                                                                          | 72’                                                                        |
| 18-11-2024                                                                 | Saint Louis                                                                | Stati Uniti                                                                | 4 – 2                                                                      | Giamaica                                                                   | CONCACAF Nations League 2024-2025 - Quarti di finale                       | -                                                                          | 77’                                                                        |
| Totale                                                                     |                                                                            | Presenze                                                                   | 11                                                                         |                                                                            | Reti                                                                       | 3                                                                          |                                                                            |

## Palmarès

### Club
- Campionato MLS: 1

Atlanta United: 2018
- Lamar Hunt U.S. Open Cup: 1

Atlanta United: 2019
- MLS Supporters' Shield: 1

FC Cincinnati: 2023

### Individuale
- MLS Best XI: 1

2022